# Willem Albers
Willem Albers (ur. 30 listopada 1920 r. w Rotterdamie, zm. 30 grudnia 2009 r.) – holenderski polityk. Poseł do Parlamentu Europejskiego I Kadencji. Członek holenderskiej Partii Pracy (Partij van de Arbeid).
W 1953 r. W. Albers członek Rady Miejskiej Zutphen z ramienia Partii Pracy. Od 1957 r. do 1973 r. pełnił funkcję starosty miasta Zutphen.

## Funkcje pełnione w Parlamencie Europejskim
W latach 1978-79 członek Komisji ds. Socjalnych, Zatrudnienia i Edukacji oraz członek Komisji ds. Polityki Regionalnej, Planowania Regionalnego i Transportu. Od 1979 do 1984 roku członek Komisji ds. Transportu. Członek delegacji ds. Stosunków z Jugosławią (1983-84).